# مدينة دبي الرياضية
مدينة دبي الرياضية هي مجمع رياضي في طور الإنشاء في إمارة دبي في الإمارات العربية المتحدة. ويحتوي المجمع على العديد من البنايات الفندقية والرياضية، دُشن حجر الأساس في أواخر 2007، وقد أثرت الأزمة العالمية على أعمال هذا المشروع بعد 2008، في الواقع، تم تعليق العديد من الأعمال، وأخرى تم تعليق إنشائها تفاديا لبعض المخاطر.

## المكونات
المبنى الرياضي الأساسي في المجمع يفترض أن يتسع ل000 60 زائر وهو متعدد الاستعمال، وسيستعمل هذا الملعب في ألعاب قوى، وكرة القدم، ورغبي 15، مع إمكانية تجهيزه للكريكت.
ملعب الكريكت غراوند ينبغي أن يتسع 25.000 شخص، وملعب إندور أرينا 000 20 شخص، وملعب مخصص لهوكي الميدان.
و يتضمن المجمع أيضا ملعبا للجولف ذو 18 حفرة، من تصميم إرني إلس.

## مراجع

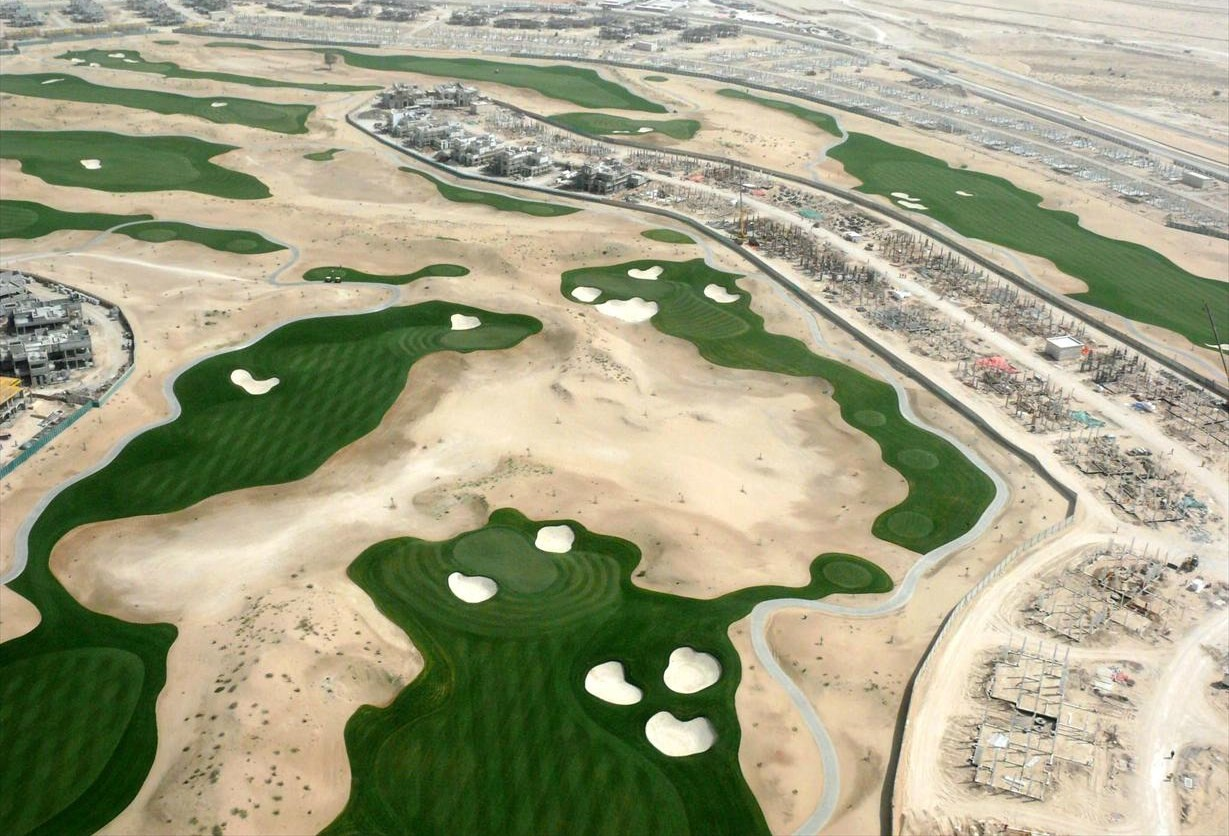
ملاعب الجولف في طور الإنشاء وترى بجانبها منشئات إقامة تابعة للمجمع الرياضي في سنة 2008.

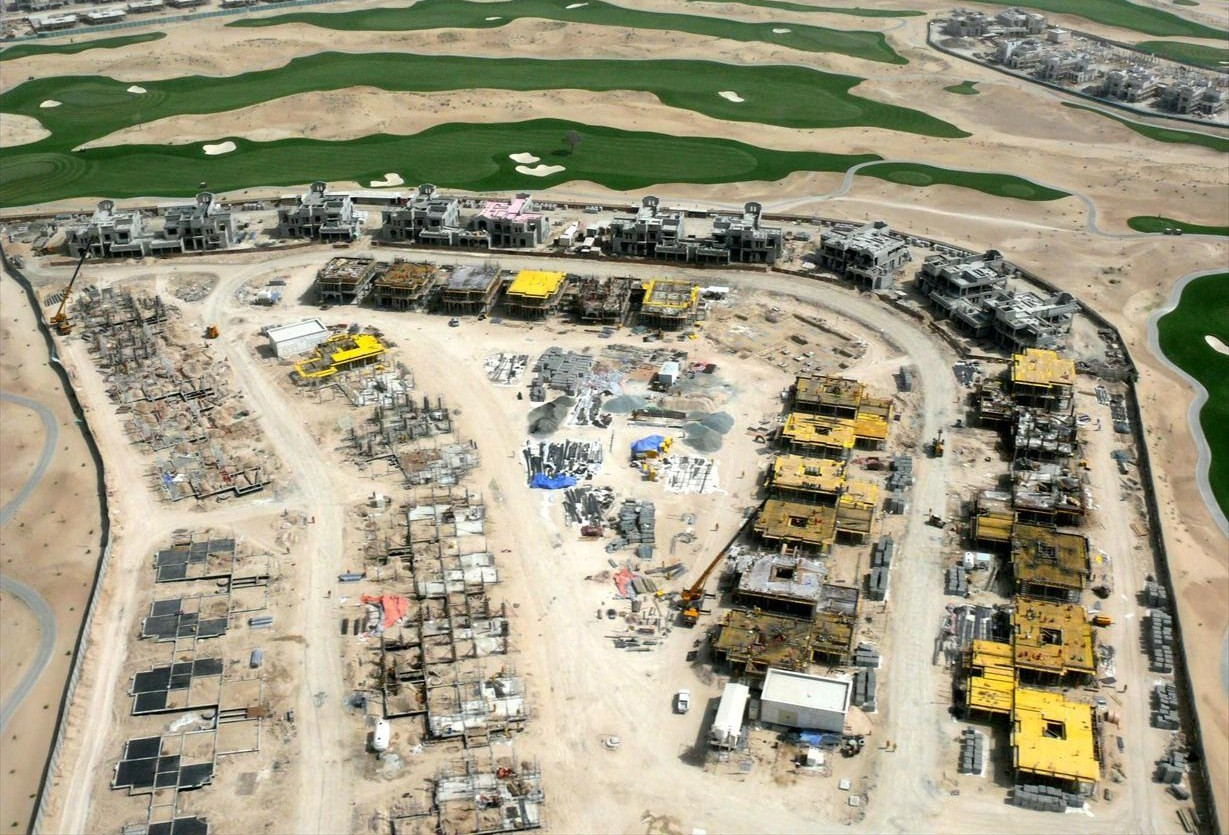
المدينة الرياضية في طور الإنشاء سنة 2008

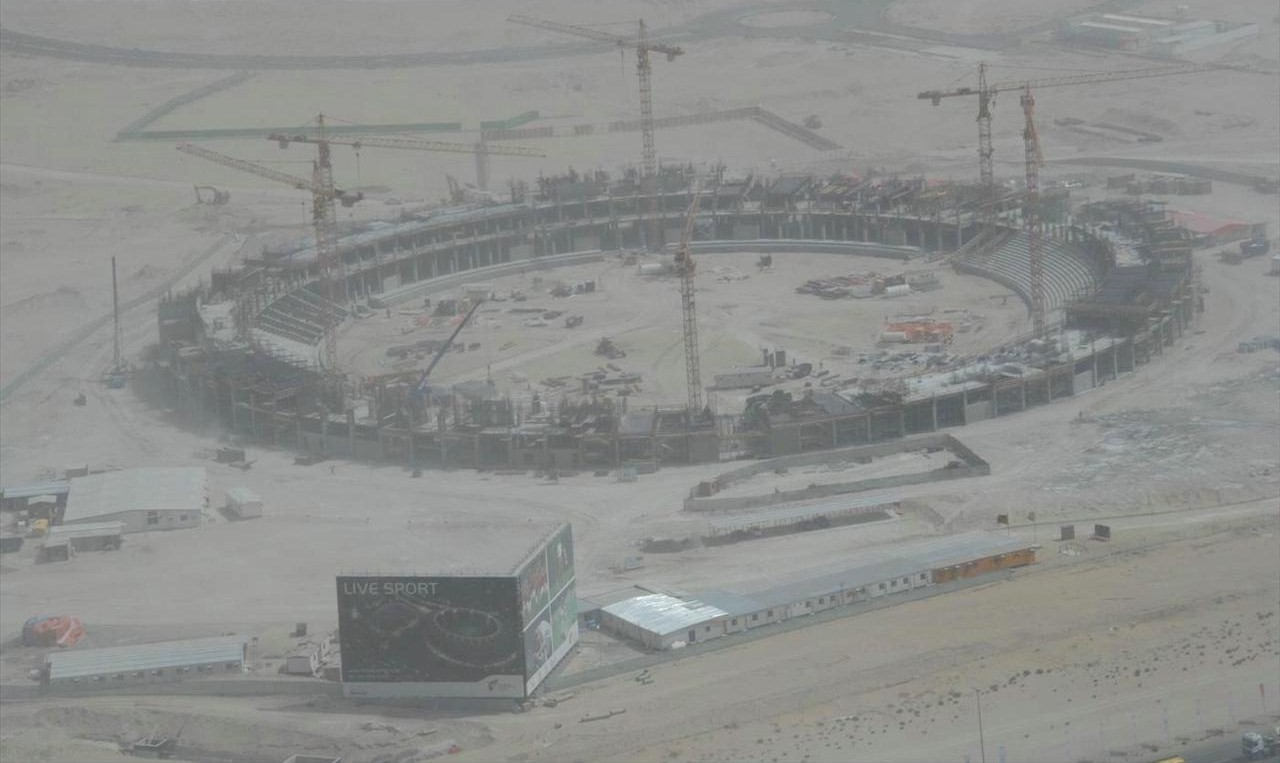
أحد الملاعب في طور الإنشاء في سنة 2007

## مقالات ذات صلة
- دبي لاند

## روابط خارجية
- الموقع الرسمي لمدينة دبي الرياضية